# Bupalus dzuizynskii
Bupalus dzuizynskii är en fjärilsart som beskrevs av Koller 1912. Bupalus dzuizynskii ingår i släktet Bupalus och familjen mätare. Inga underarter finns listade i Catalogue of Life.